# Eupithecia quercifoliata
Eupithecia quercifoliata là một loài bướm đêm trong họ Geometridae.